# Microsema ennomaria
Microsema ennomaria là một loài bướm đêm trong họ Geometridae.